# Palaemnema edmondi
Palaemnema edmondi är en trollsländeart som beskrevs av Philip Powell Calvert 1931. Palaemnema edmondi ingår i släktet Palaemnema och familjen Platystictidae. Inga underarter finns listade i Catalogue of Life.